# Alassio
Alassio (im Ligurischen: Aràsce) ist ein Ort mit 10.051 Einwohnern (Stand 31. Dezember 2023) in Ligurien mit einer Fläche von 17 km².

## Lage und Einwohner
Alassio liegt an der Riviera di Ponente zwischen dem Capo Mele und dem Capo Santa Croce und ist als Touristenort bekannt. Beliebt bei Besuchern ist vor allem der kleine Fischerhafen Luca Ferrari.
Von der Regionalhauptstadt Genua ist Alassio circa 95 Kilometer entfernt. Die Nachbargemeinden sind Albenga, Andora, Laigueglia und Villanova d’Albenga. Alassio ist einer der wenigen Orte an diesem Abschnitt der Küste mit natürlichem Sandstrand. Er ist ca. 3 km lang, sanft abfallend und teilweise nur 10 m breit.
Das Gemeindegebiet gehörte bis zum 1. Januar 2009 zur Comunità Montana Ingauna, wurde danach jedoch nicht in die neue Comunità Montana Savona 2 aufgenommen.

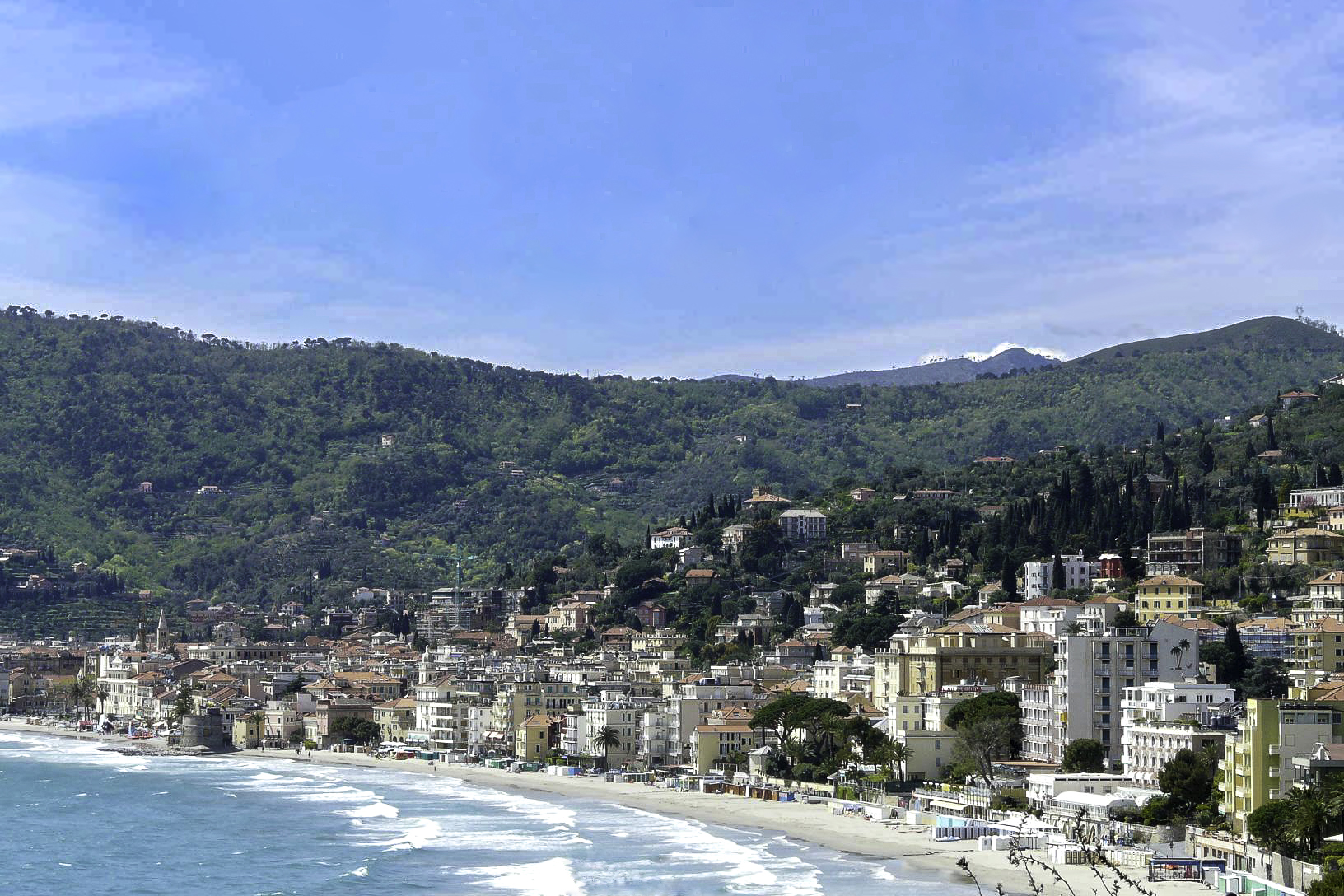
Blick auf die Bucht von Alassio (2008)

### Klima
Im Beobachtungszeitraum zwischen 1961 und 1990 wurde die tiefste Monatsmitteltemperatur im Januar mit + 9,7 °C und der höchste Mittelwert im Juli mit +24,9 °C festgestellt.
Der Jahresmittelwert für Niederschlag beläuft sich zwischen 650 und 700 Millimeter. Statistisch gibt es 58 Regentage pro Jahr, die im Herbst konzentriert sind.

## Geschichte

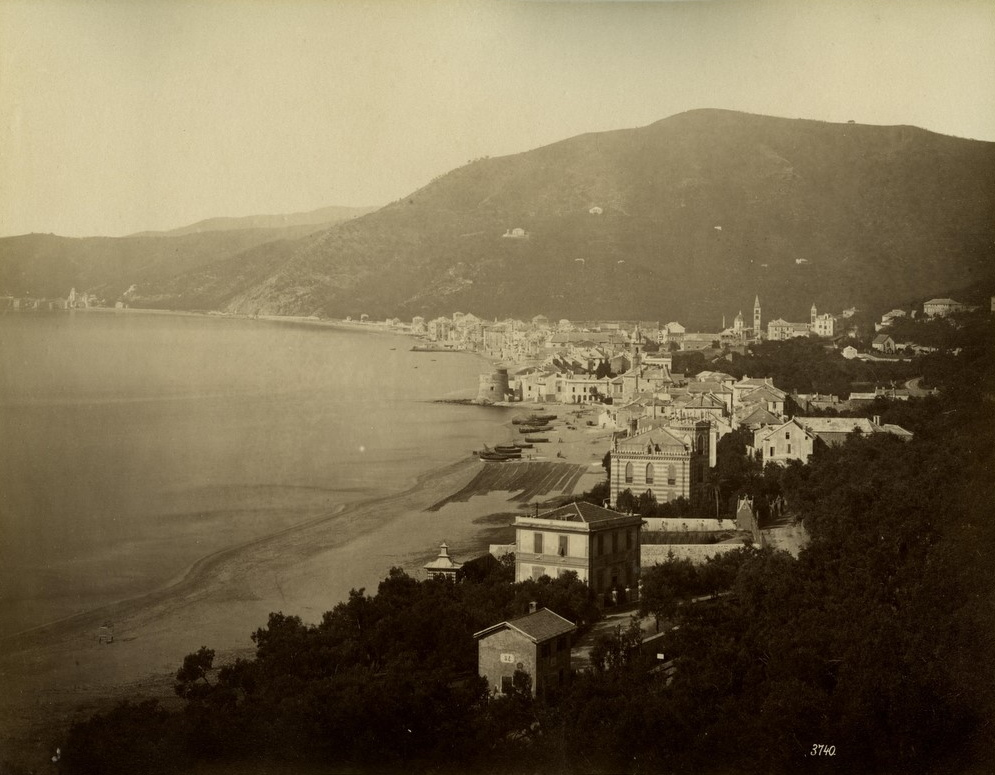
Alassio in der zweiten Hälfte des 19. Jahrhunderts

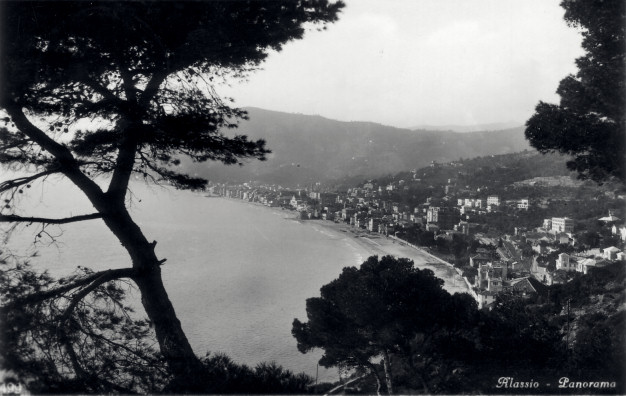
Alassio im Jahre 1934

Die Gründung Alassios scheint auf das 10. Jahrhundert zurückzugehen, als sich in der Nähe der kleine Kirche Sant’Anna ai Monti mehrere Familien ansiedelten. Mit der Niederlassung weiterer Familien in der Zone der heutigen Ortschaft Madonna delle Grazie entstand das Viertel Castè, in dem man heute noch eines der ältesten Wappen der Stadt besichtigen kann.
Im 11. Jahrhundert gehörte die Stadt als Lehen einem Benediktinerkloster auf der Insel Gallinara. Später, bis ins 16. Jahrhundert, war Alassio der Hoheit der Stadt Albenga unterstellt.
1521 wurde zum Schutz vor wiederkehrenden Piratenüberfällen die erste Stadtmauer um den Kern Alassios gezogen. Mit dem Eintritt in die Republik Genua nahm die Stadt 1528 mit 18 Galeonen am Krieg gegen Frankreich teil und erhielt dafür vom Stadtstaat weitreichende Autonomie zugesprochen, insbesondere im Wirtschaftssektor.
Im Jahr 1540 wurde die Stadt zum Sitz der lokalen Podestà. Die genuesische Republik verstärkte währenddessen den Handel mit Frankreich, Spanien, Portugal, Sizilien, Sardinien und den Niederlanden über Alassio und machte dieses damit zu einem wichtigen Handelszentrum in Norditalien. Wie auch die anderen Küstenstädte Liguriens konzentrierte Alassio seine Wirtschaft auf den Abbau und Handel von Edelkorallen. 1571 nahm die Kommune mit einer ganzen Flotte an der Seeschlacht von Lepanto teil.
1625 gelangte es in den Besitz der Savoyen, wurde jedoch bald darauf von der Republik Genua zurückerobert. Während des Italienfeldzuges 1797 ließ Napoleon Bonaparte Alassio besetzen und nach dem Fall Genuas in das Territorium der neuen Ligurischen Republik eingliedern. 1815 ging die Stadt zusammen mit den anderen Gemeinden der Republik in das Königreich Sardinien und 1861 in das Königreich Italien über.
Gegen Ende des 19. Jahrhunderts wurde Alassio, wie auch die anderen Küstenorte an der italienischen Riviera, ein beliebtes Touristenzentrum. Die beträchtliche Zahl vorwiegend englischer Besucher, darunter die Familie Hanbury, die die botanischen Gärten bei Ventimiglia anlegen ließ, trug zu dem nicht unbeträchtlichen Reichtum der Stadt bei.
Zwischen den 1960er und 1970er Jahren wurde Alassio zusammen mit Portofino und Sanremo zum Ziel der Hautevolee. In diesen Jahren entstand auch auf Initiative des ansässigen Malers Mario Berrino das „Mäuerchen von Alassio“.

### Toponym
Nach einer Legende stammt das Toponym Alassio von der Tochter des Imperators Otto I., Adelasia, ab. Diese soll mit einem Stalljungen names Aleramo vom Hofe des Vaters geflohen sein, um sich auf dem Hügel Alaxia, dem heutigen Alassio, niederzulassen. Dort gründeten sie die Familie der Aleramiden. Entsprechend ist im Stadtwappen ein Turm mit Adelasia abgebildet.
Tatsächlich sprechen Quellen aus dem 13. und 14. Jahrhundert bereits von einem Albertus d’Alascio und einem Gebiet namens Alaxio. Es ist also ebenfalls nicht auszuschließen, dass der Name Alassios auf diesen Notablen zurückgeht, oder aber dass dieser Albertus aus einem Ort Alascio stammte, der später in Alassio umbenannt wurde.

## Sehenswürdigkeiten

### Sakralbauten

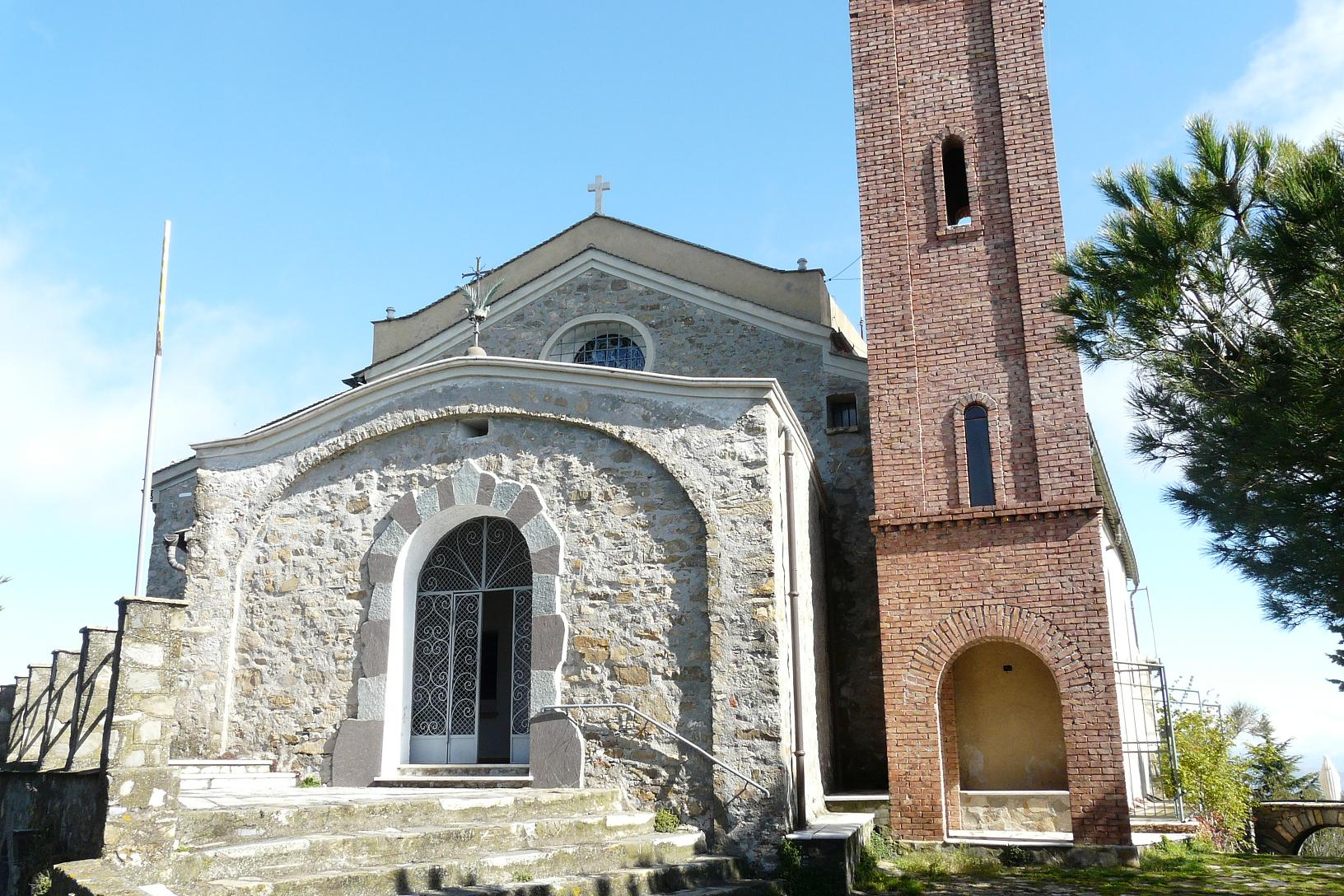
Das Santuario di Nostra Signora della Guardia

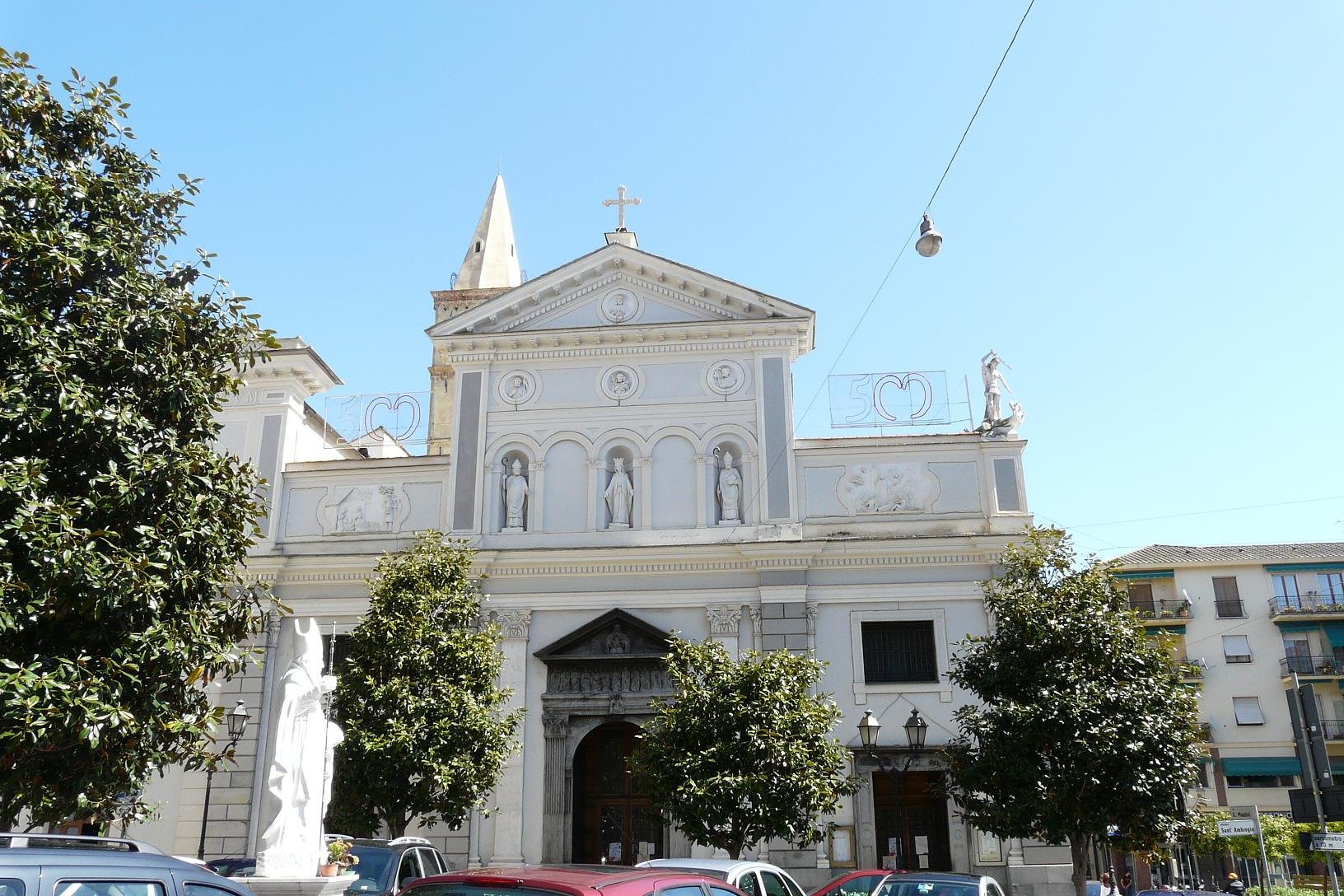
Die Parochialkirche Sant’Ambrogio

- Nostra Signora della Guardia – die Kirche wurde im 12. Jahrhundert auf dem Berg Tirasso errichtet und im 16. und 17. Jahrhundert teilweise umgebaut
- Sant’Ambrogio
- Sant’Anna ai Monti
- Santa Maria Immacolata
- Santa Maria degli Angeli – Sitz eines Instituts des Salesianerordens
- Carità
- Santa Croce
- San Vincenzo Ferreri
- San Giovanni Battista
- Sant’Anna
- Madonna della Neve
- Santissima Annunziata
- San Sebastiano
- Madonna di Loreto
- Madonna del Popolo
- Madonna delle Grazie
- San Bartolomeo
- Sant’Andrea
- Santa Caterina d’Alessandria
- Sant’Erasmo
- Madonna del Vento
- San Rocco
- Ai caduti del mare

Galerie
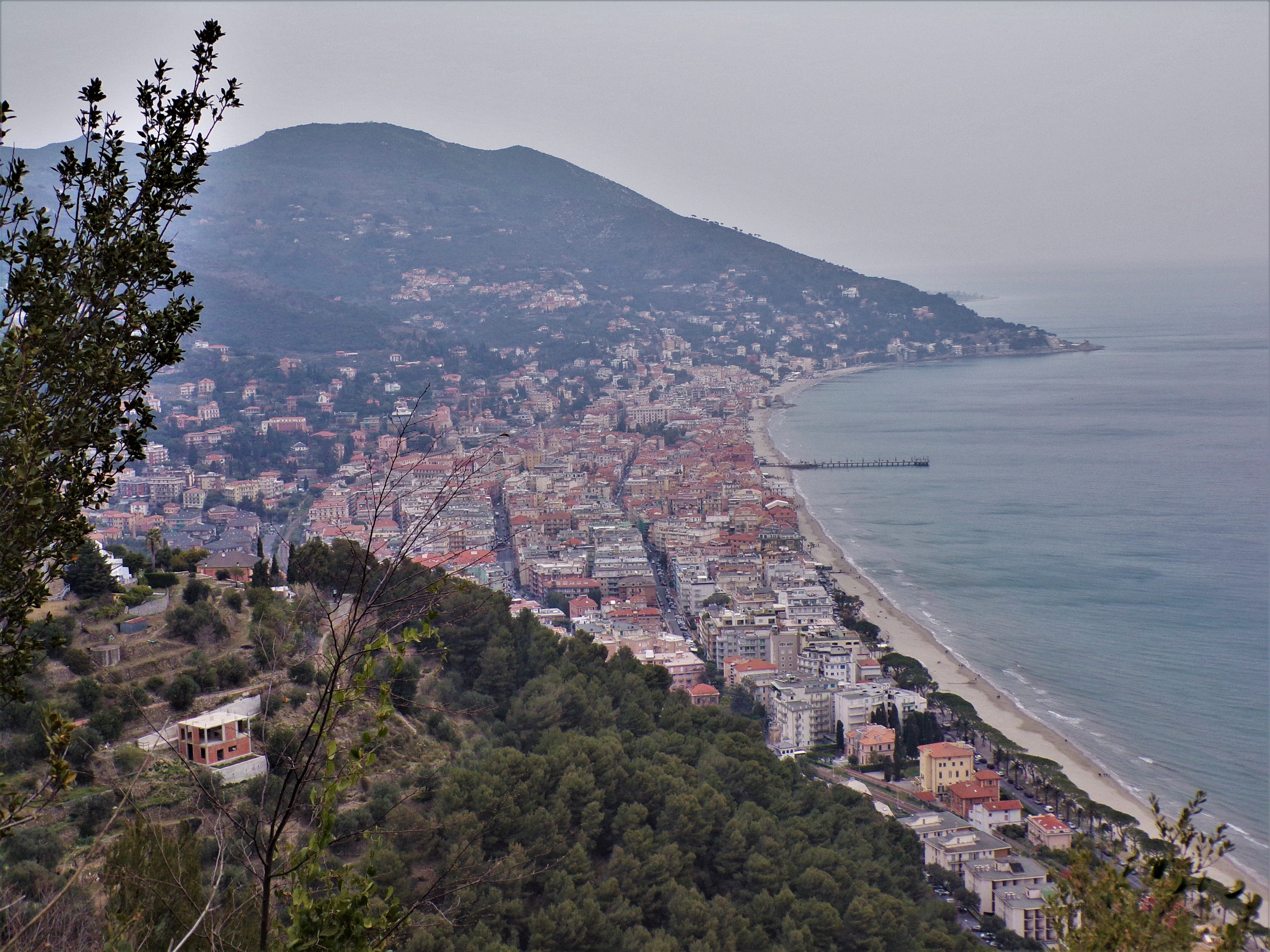
Blick auf Alassio mit der Insel Gallinara im Hintergrund
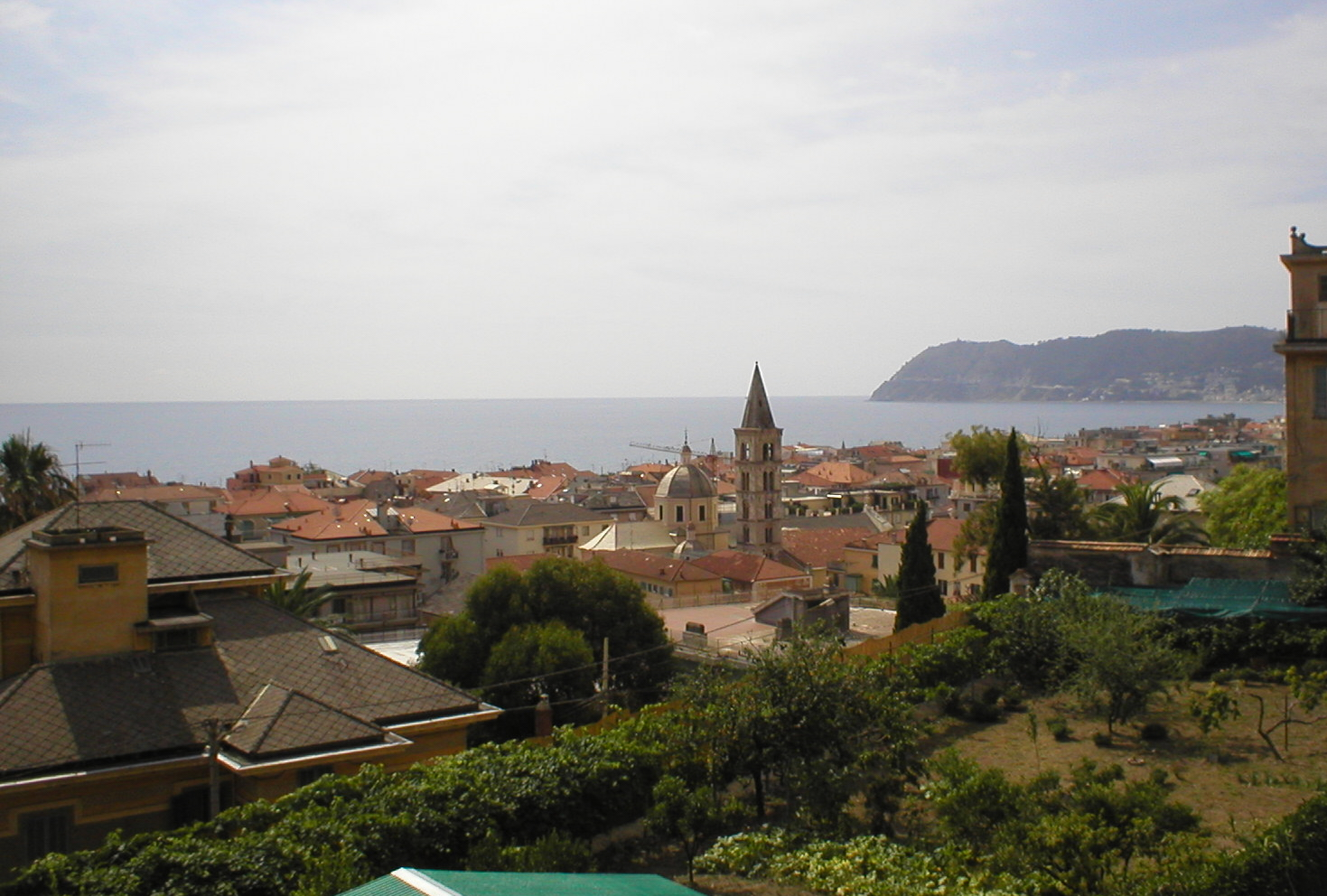
Blick auf Alassio in Richtung Laigueglia
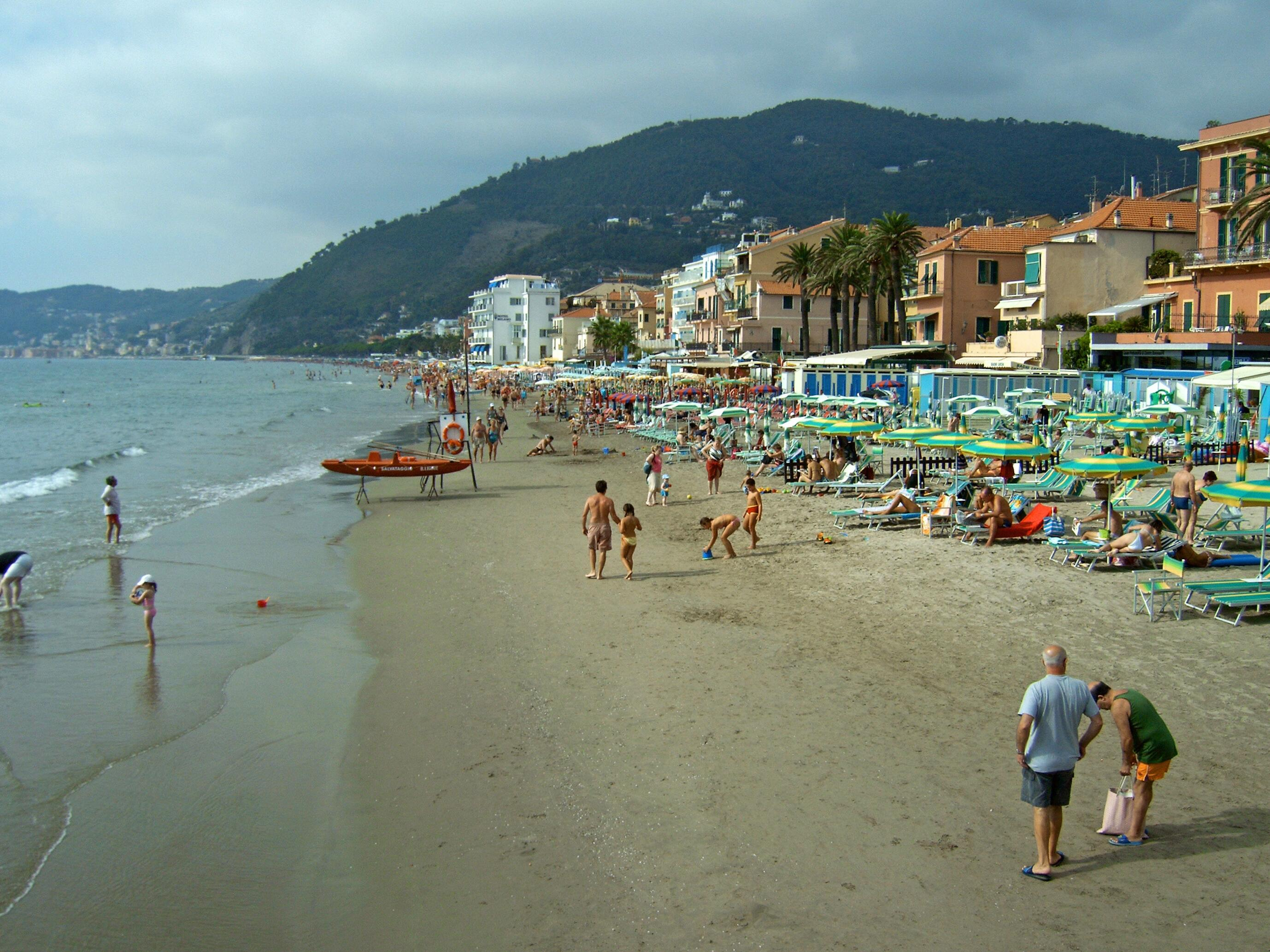
Strand von Alassio
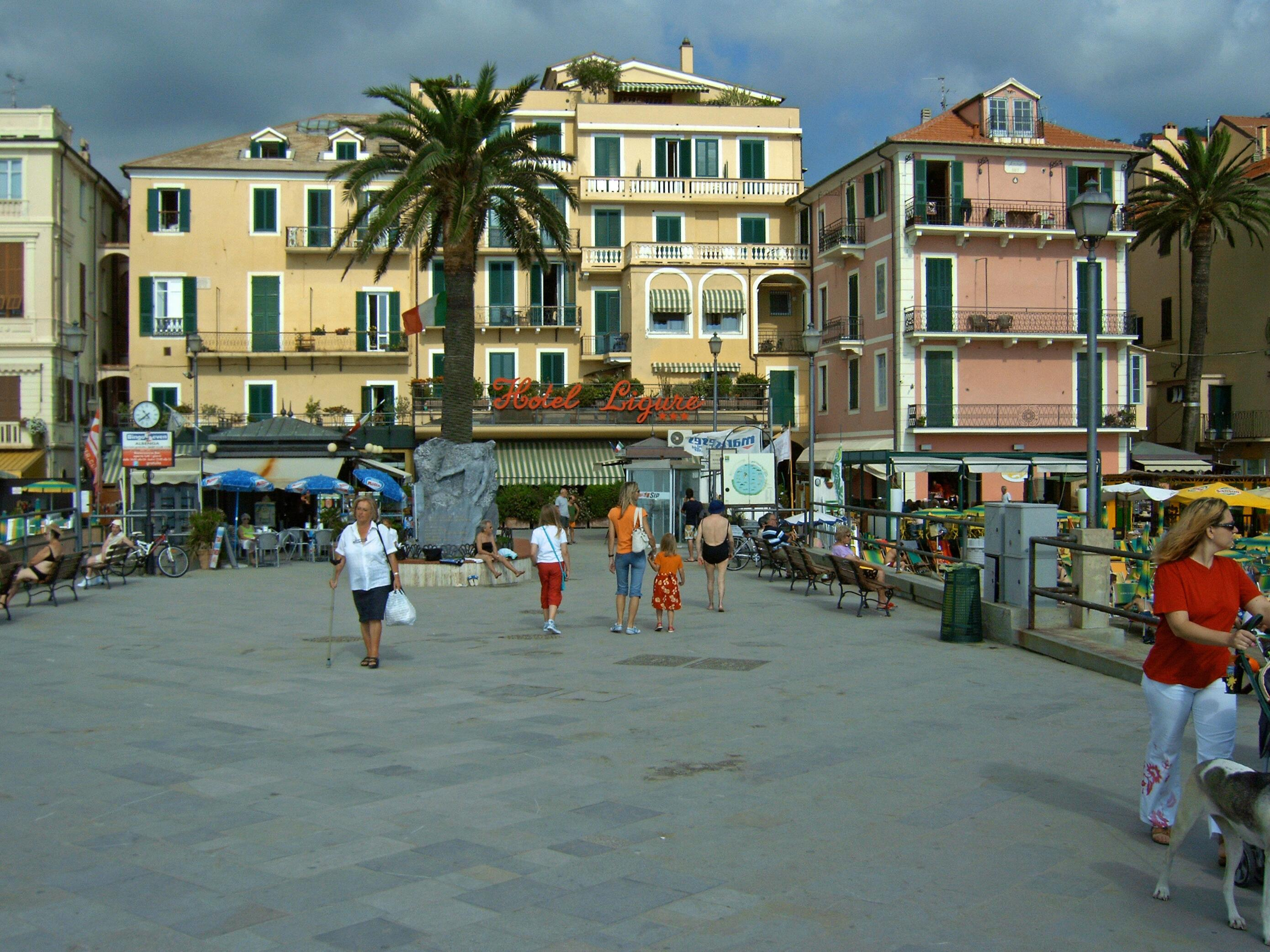
Blick vom Steg
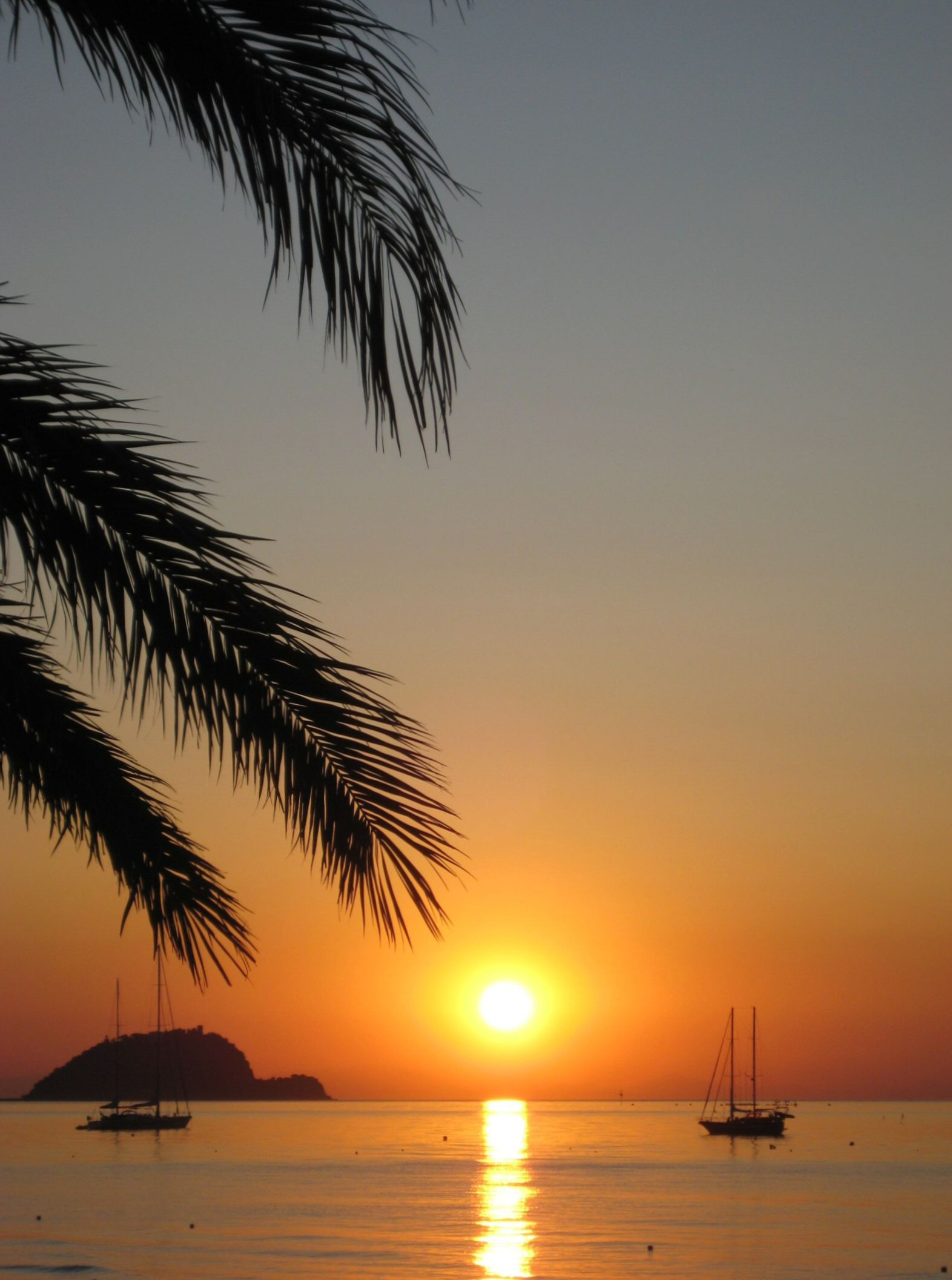
Sonnenaufgang über dem Meer vor Alassio (vorne links die Insel Gallinara)

### Militärarchitektur

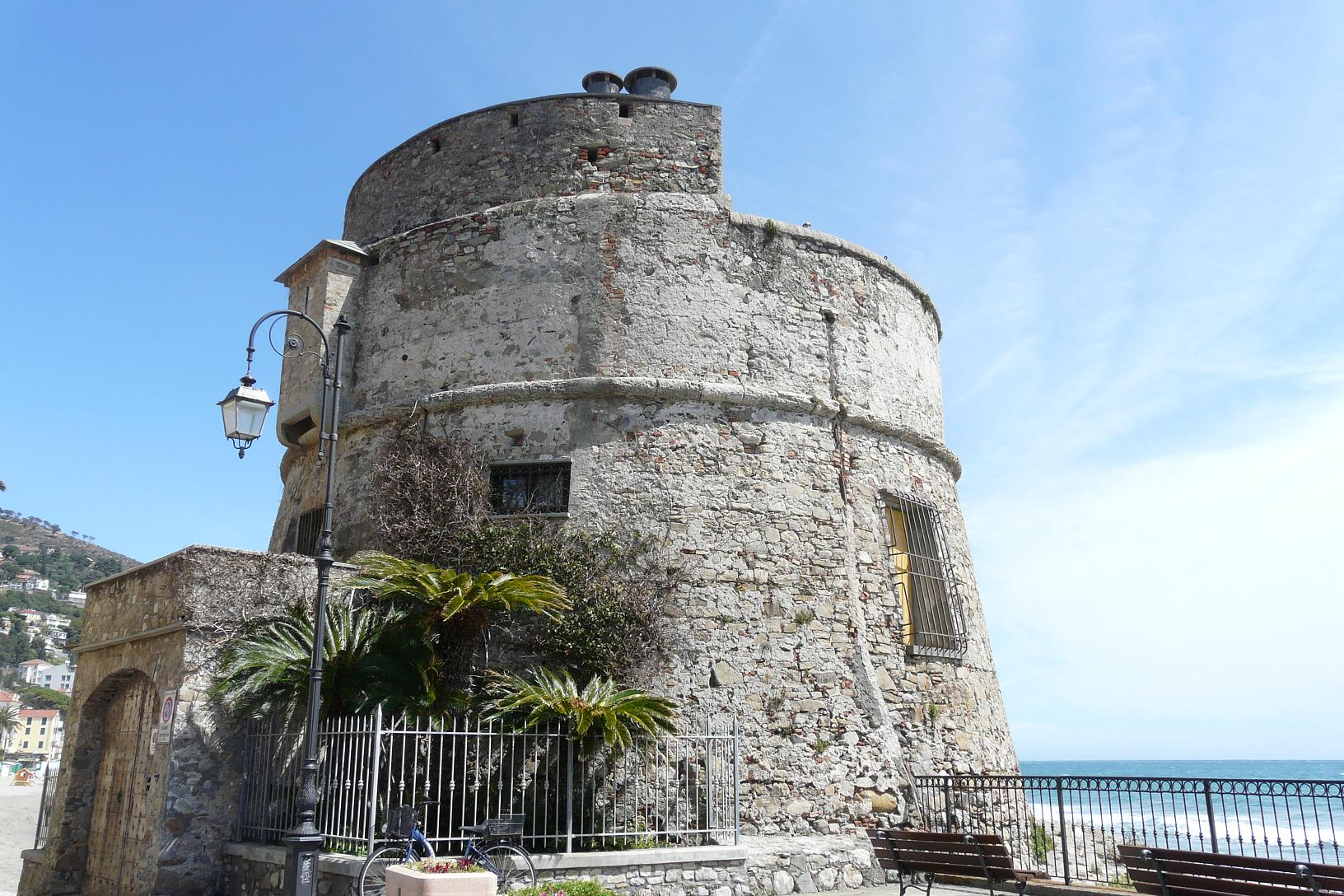
Der Torrione Saraceno oder Torrione della Coscia

Im Stadtgebiet stehen zwei antike Beobachtungstürme, von denen der Torrione Saraceno oder Torrione della Coscia der berühmteste ist. Er wurde zu Zeiten der genuesischen Republik im 16. Jahrhundert im Bezirk des Stadtviertels Coscia erbaut und diente hauptsächlich zum Schutz vor den wiederkehrenden Piratenüberfällen.
Antikeren Ursprungs ist der Torre di Vegliasco, der zu den Besitztümern von Aleramo del Monferrato gehörte. Er ist auf dem Stadtwappen abgebildet und ist von konischem Grundriss. Die Turmspitze ist mit Wehrerkern besetzt.

### Das „Mäuerchen von Alassio“

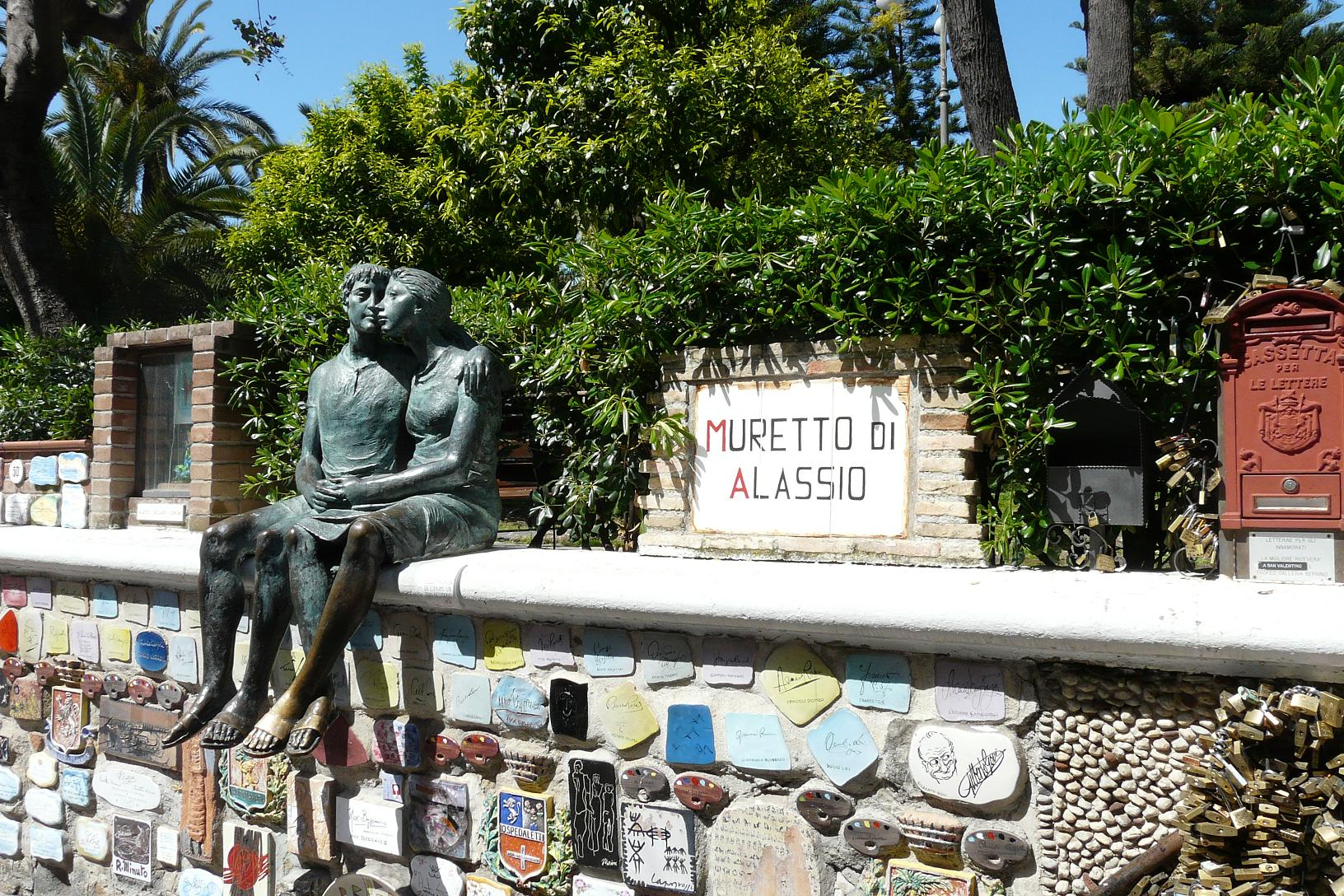
Das Mäuerchen von Alassio

Das „Mäuerchen“ (italienisch: muretto), entworfen von Mario Berrino, ist sowohl für Touristen als auch Kunstinteressierte ein beliebtes Ziel. Bis zum Ende des Zweiten Weltkrieges stellte sie lediglich eine kleine Einfassungsmauer um den Stadtpark Alassios dar. Während des Wirtschaftsbooms in den sechziger und siebziger Jahren begannen die Bürger der Stadt jedoch, die Mauer mit unregelmäßig geformten Fliesen zu verschönern.
Die erste Fliese wurde 1951 von dem Schriftsteller Ernest Hemingway angebracht, als dieser sich in der Stadt aufhielt. Weitere bemalte Fliesen wurden beispielsweise von dem Quartetto Cetra und von Cosimo Di Ceglie gestiftet. Der Brauch ist bis heute lebendig, und mittlerweile zieren zahlreiche Signaturen (circa 500) berühmter Persönlichkeiten das „Mäuerchen von Alassio“.

### Musik
Der englische Komponist Edward Elgar verbrachte die Wintermonate 1903/04 in Alassio. Seine Eindrücke verarbeitete er in der Konzertouvertüre In the South (Alassio).

### Ausgrabungsstätten
Bei Restaurierungsarbeiten an der Kirche Sant’Anna ai Monti wurden in den siebziger Jahren verschiedene archäologische Funde gemacht. Diese konzentrieren sich entlang einer antiken römischen Straße, die Alassio mit Albenga verbindet. Nach Angaben lokaler Historiker könnten die Fundstücke und Gebäuderuinen von der ersten Siedlung in der Zone aus dem 9. Jahrhundert stammen.

## Kultur und Bildung
Alassio ist Sitz der staatlichen Berufsschule für Hotel- und Gaststättengewerbe Francesco Maria Giancardi.

### Museen
- Museo di scienze naturali „San Giovanni Bosco“ – das Naturkundemuseum befindet sich im Institut des Salesianerordens in der Chiesa di Santa Maria degli Angeli
- West Gallery – eine dem Maler Richard Whateley West gewidmete Ausstellung
- Pinacoteca „Carlo Levi“ – eine dem Maler und Schriftsteller Carlo Levi gewidmete Pinakothek
- Biblioteca Civica „Renzo Deaglio“

### Küche
Neben den Gerichten der Ligurischen Küche ist Alassio für einige kulinarische Spezialitäten bekannt:
- Ventre di tonno – ein auf Thunfischmagen basierendes Gericht
- Baci – eine Schokoladenpraline
- Biscetta – eine Art Berliner mit Fenchelsamen
- Risiny – ein energiereicher Pudding

## Wirtschaft
Die Wirtschaft Alassios basiert klar auf dem Übernachtungstourismus, der vor allem in den Sommermonaten sehr ausgeprägt ist. Im Winter ist die Stadt ein beliebtes Ausflugsziel für Touristen vorwiegend aus Nordeuropa.
Der kleine Fischerhafen Luca Ferrari hat 2007 die Blaue Flagge für die herausragende Qualität seines Serviceangebots erhalten.

## Infrastruktur
Alassio liegt an der Provinzstraße 1, der Via Aurelia. An die Autobahn A10 ist die Stadt über den Zubringer von Albenga angebunden.
Alassio verfügt über einen Bahnhof an der Bahnstrecke Genua–Ventimiglia, im Abschnitt zwischen Ventimiglia und Savona.